# Hoya nicholsoniae
Hoya nicholsoniae ist eine Pflanzenart der Gattung der Wachsblumen (Hoya) aus der Unterfamilie der Seidenpflanzengewächse (Asclepiadoideae).

## Merkmale
Hoya nicholsoniae ist eine ausdauernde, epiphytische, seltener auch epilithisch, windend-kletternde Pflanze mit kahlen Trieben (⌀ bis 55 mm). Die Internodien sind variabel in der Länge, etwa bis 20 cm lang. Die Blätter sind gestielt, die Blattstiele sind 2 bis 3 cm lang im messen 0,3 bis 0,8 mm im Querschnitt. Die ledrigen bis fleischigen Blattspreiten sind breit-eiförmig bis eiförmig, und 4,5 bis 21 cm lang und 4,5 bis 10 cm breit. Die Basis ist rund, keilförmig oder schwach herzförmig, der Apex ist spitz. Die fiederförmige Blattaderung weist 3 bis 5 Blattadern auf, die Hauptadern erstrecken sich bis nahe der Blattspitze. Sie sind oft heller als die Blattoberseite. Die Blätter sind grün, braungrün bis purpurn. Die Blattaderung ist fiederförmig.
Die doldenförmigen Blütenstände enthalten bis zu 40 Blüten. Die grünlichen bis purpurfarbenen Blütenstandsstiele sind bis 12 cm lang und messen 0,2 cm im Querschnitt. Die pink- bis cremefarbenen Blütenstiele sind 1,8 bis 3,0 cm lang und kahl. Die Kelchblätter sind dreieckig, 1,5 bis 3 mm lang und an der Basis 2 mm breit. Die Blütenkrone hat einen Durchmesser von 1,0 bis 1,8 cm. Sie ist blassgelb, cremefarben, grünlich oder blassrosa und spärlich mit sehr kleinen, flaumigen Haaren besetzt. Die zurück gebogenen Kronblattzipfel sind eiförmig bis eiförmig-lanzettlich, 6 bis 7 mm lang und 4,5 bis 6 mm breit. Die Nebenkrone hat einen Durchmesser von 7 bis 8 mm und sitzt auf einem 2 bis 2,5 mm hohen Stiel, mit einem Durchmesser von 4 bis 5 mm. Die rhombischen Zipfel der Nebenkrone sind 3 bis 4 mm lang und 2 bis 2,5 mm breit. Sie sind blassgelb, cremefarben, grünlich oder blassrosa, meist aber etwas heller als die Kronblattzipfel. Der äußere Fortsatz ist spitz oder auch gerundet und besitzt eine Längsrinne. Der innere Fortsatz ist stärker spitz. Der Griffelkopf hat einen Durchmesser von 1,5 mm. Die Pollinarien messen rund 800 bis 900 µm in der Länge und 450 bis 500 µm in der Breite. Die aufrecht stehenden Pollinien sind länglich, 600 bis 700 µm lang und 220 bis 250 µm breit mit einem durchscheinenden Rand. Die Caudiculae sind 180 bis 200 µm lang, 70 bis 100 µm breit und geflügelt. Das Corpusculum ist länglich, 220 bis 300 µm lang und 150 bis 160 µm breit.
Die Früchte sind spindelförmig, 8 bis 15 cm lang und haben einen Querschnitt von 0,7 bis 1,2 cm. Der Same misst 6 bis 7 mm in der Länge und 3 bis 4 mm in der Breite. Der weiße Haarschopf ist 2 bis 2,5 cm lang.

## Ähnliche Art
Blattgröße und Farbe der Blüten- und Nebenkrone variieren stark bei Hoya nicholsoniae. Sie ähnelt in der Form der Blüten Hoya verticillata.

## Geographische Verbreitung und Habitat
Die Art kommt in Australien (Queensland), Papua-Neuguinea und den Salomon-Inseln vor.

## Taxonomie
Das Taxon wurde 1866 von Ferdinand Jacob Heinrich von Mueller im 5. Band seiner Fragmenta Phytographiae Australiae erstmals beschrieben. Der Holotypus wird im
Royal Botanic Gardens Victoria in Melbourne aufbewahrt. Synonyme sind:
- Hoya hellwigii Warburg ex K. Schumann & Lauterbach (1901)
- Hoya hellwigiana Warburg (1907)
- Hoya sogerensis S. Moore (1911).

In ihrer 1992 erschienenen Arbeit werteten Forster & Liddle Hoya nicholsoniae als Synonym von Hoya pottsii, ein Taxon, das wiederum von vielen Autoren als Synonym von Hoya verticillata angesehen wird. Hoya pottsii Linsl. ist ein nomen subnudum, und der Status von Hoya pottsii J.Traill ist bisher nicht sicher geklärt.
In der phylogenetischen Analyse der Gattung Hoya von Rodda et al. (2020) ist Hoya nicholsoniae dagegen wieder als eigenständige Art etabliert. Sie ist die Schwesterart eines Taxons bestehend aus Hoya verticillata/Hoya lambii. Auch die Datenbank Plants of the World Online akzeptiert Hoya nicholsoniae als gültiges Taxon.